# Thomas Knowlton
Thomas W. Knowlton (Boxford, 22 novembre 1740 – New York, 16 settembre 1776) è stato un patriota statunitense che combatté nella guerra franco-indiana e fu colonnello durante la rivoluzione americana. Egli viene considerato il primo professionista in spionaggio, e la sua unità, Knowlton's Ranger, diede un significativo contributo nel corso degli inizi della guerra d'indipendenza americana. Venne ucciso in azione nel corso della Battaglia di Harlem Heights.

## Biografia

### Inizi
Knowlton nacque in una famiglia di militari nel Massachusetts. Quando aveva otto anni, la sua famiglia si trasferì in una fattoria ad Ashford, nel Connecticut. Nel 1755, quando aveva quindici anni, Knowlton combatté nella guerra franco-indiana con suo fratello maggiore Daniel. Venne inquadrato nella compagnia del capitano John Durkee ed è noto che partecipò assieme a Daniel ad una missione di esplorazione in territorio nemico. Passò poi al comando del capitano John Slapp nell'VIII Compagnia, dove combatté con Throope Chapman (1738–1794). Partecipò a sei diverse campagne e alla fine venne promosso al grado di tenente nel 1760. Combatté anche nella Israel Putnam Company contro gli spagnoli nel corso della spedizione britannica contro Cuba nel 1762.
Nell'agosto 1762, Knowlton tornò a casa e sposò Anna Keyes dalla quale ebbe nove figli. All'età di trentatré anni, Knowlton venne nominato Selectman di Ashford, in Connecticut.

## Battaglia di Bunker Hill

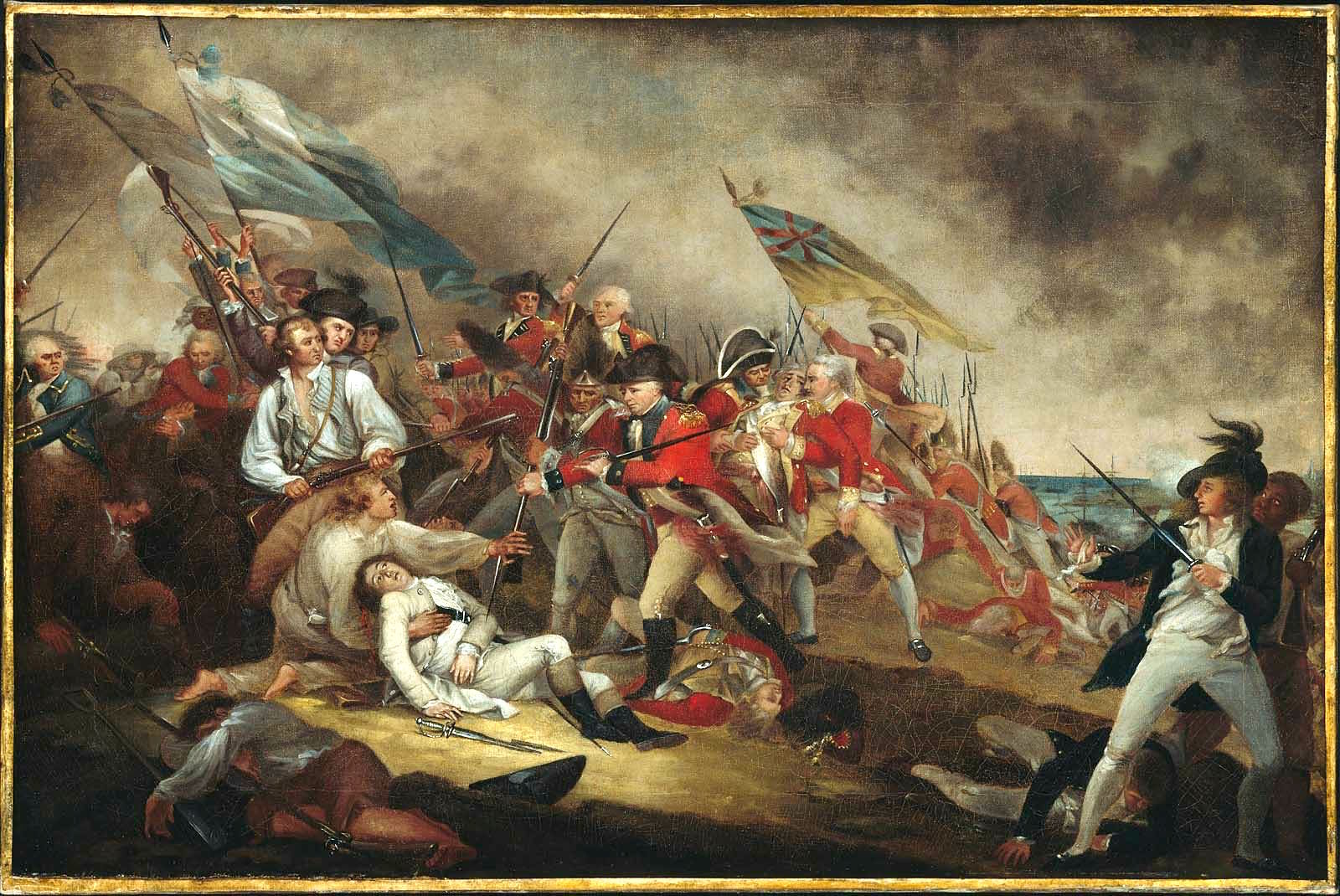
John Trumbull, Morte del generale Warren alla battaglia di Bunker's Hill. Knowlton è visibile in camicia bianca mentre imbraccia un moschetto.

Il 18 aprile 1775, il generale Thomas Gage inviò un contingente di truppe britanniche a Lexington e Concord, a una quindicina di chilometri da Boston. Questa azione portò allo scoppio delle ostilità che divennero la guerra d'indipendenza americana. Alla notizia delle battaglie di Lexington e Concord, le milizie delle comunità del Massachusetts e del Connecticut mobilitarono i loro uomini. Thomas Knowlton si unì alla sua milizia, la Compagnia di Ashford, che entrò a far parte del V reggimento del Connecticut, insieme con gli uomini di Windham, Mansfield e Coventry del Connecticut. Knowlton venne scelto all'unanimità come capitano e portò 200 uomini in Massachusetts. La sua forza era costituita da agricoltori, senza uniformi, soprattutto armati di fucili da caccia.
A Knowlton fu ordinato di marciare verso Charlestown per unirsi alle forze del colonnello William Prescott. Questi ordinò a Knowlton e alle sue truppe di opporsi all'avanzata dei granatieri britannici, appostandosi sul lato della collina di Breed. Utilizzando una staccionata esistente come base, gli uomini be costruirono un'altra parallela, riempiendo lo spazio con erba appena falciata. Riuscirono così a mantenere la posizione fino alla ritirata generale, e furono tra coloro che fornirono copertura alla ritirata delle truppe. Solo tre uomini della Compagnia di Knowlton morirono in battaglia.
Anni dopo il colonnello Aaron Burr disse: "Ho avuto un resoconto completo della battaglia dalle labbra stesse di Knowlton, e credo che se il comando in capo fosse stato affidato a lui, la sorte della battaglia sarebbe risultata più fortunata. Fu impossibile promuovere quell'uomo così rapidamente." Nel mese di giugno 1775, per il suo coraggio alla battaglia di Bunker Hill, Knowlton fu promosso dal Congresso al grado di maggiore. Uno dei suoi uomini, più tardi, ricordò che Knowlton gridò ai suoi uomini Non piangete, Avanti, ragazzi!, Forza, ragazzi!. L'8 gennaio 1776, portò a segno un'incursione a Charlestown nella quale vennero distrutti gli alloggiamenti degli ufficiali britannici.

## Knowlton's Rangers
Il 12 agosto 1776, il generale George Washington promosse Knowlton al grado di tenente colonnello e gli ordinò di selezionare un gruppo di uomini del Connecticut, Rhode Island e Massachusetts per una missione esplorativa in territorio nemico. Il gruppo da lui formato, "Knowlton's Rangers" fu la prima unità americana di truppe d'élite, antesignana di una moderna unità speciale. La famosa spia americana, capitano Nathan Hale, fu sotto il comando di Thomas Knowlton. La data del "1776", nel moderno Esercito Statunitense, si riferisce alla costituzione dei Knowlton's Rangers.
Il 16 settembre 1776, i Knowlton's Rangers, strutturati come un reggimento di fanteria leggera, andarono come avanscoperta dell'esercito di Washington alla Battaglia di Harlem Heights. Incontrarono per caso la Black Watch, una élite di Highlander, unità britannica con un drappello di mercenari. Furono costretti ad indietreggiare ma ingaggiarono di nuovo il combattimento con il supporto di una unità guidata dal maggiore Andrew Leitch della Virginia. Il generale Washington ordinò alle unità di marciare verso le retrovie del nemico, mentre Knowlton impegnava l'attenzione delle truppe britanniche. Un colpo americano prematuro, sparato sul fianco destro degli inglesi, rovinò la sorpresa dell'azione di Washington ponendo a rischio i Knowlton Rangers e le truppe della Virginia. Una volta che il colpo era stato sparato prematuramente, Knowlton radunò le sue truppe per portare avanti l'attacco. Entrambi i comandanti vennero uccisi davanti ai loro uomini. La perdita di Knowlton fu lamentata da Washington nel suo rapporto del 17 settembre 1776 con la dichiarazione " Il valoroso e coraggioso colonnello Knowlton, ... sarebbe stato un onore per qualsiasi Paese, caduto ieri, mentre combatteva gloriosamente ...  ".